# 브런치스토리
브런치스토리(Brunch Story)는 대한민국의 IT 기업인 카카오의 블로그 서비스다. 2015년 6월 22일 서비스를 처음 출시했다. 누구나 가입할 수 있지만 콘텐츠를 발행하는 작가 활동을 시작하려면 작가 신청을 한 후 선별 승인을 통과해야 한다. 작가에게 출판 기회를 제공하는 데 집중하고 있다.

## 기능
이용자는 가입 후 글을 쓸 수 있지만 이용자 자신만 볼 수 있고, 작가로 승인되어야 발행이 가능하다. 미디엄을 벤치마킹한 것으로 알려져 있지만, 이용자가 직접적인 수익을 창출할 수 없다. 글쓰기에 집중할 수 있도록 글 이외 요소를 UI에서 최대한 배제하고, 주제나 관심사에 따라 매거진으로 글을 묶을 수 있는 기능을 제공한다.

## 역사

### 2015년
- 6월 - 서비스 시범 출시
- 9월 - 브런치북 출판 프로젝트 출시

### 2016년
- 10월 - 브런치 책방 프로젝트 출시

### 2017년
- 1월 - 브런치 무비 패스 출시
- 6월 - 위클리 매거진 출시

### 2018년
- 7월 - 제안하기 기능 도입

### 2019년
- 8월 - 서비스 정식 출시

### 2023년
- 3월 - 브런치스토리로 리브랜딩
- 8월 - 스토리 크리에이터 도입
- 10월 - 연재 브런치북 출시